# Artemisia abrotanum
Artemisia abrotanum, tên gọi phổ thông ngải chanh, là một loài thực vật có hoa trong họ Cúc. Loài này được Carl Linnaeus mô tả khoa học đầu tiên năm 1753.

## Từ nguyên
Tính từ định danh abrotanum bắt nguồn từ tiếng Latinh Trung đại abrotonum, tới lượt nó lại bắt nguồn từ tiếng Hy Lạp cổ ἀβρότονον (abrótonon) với nguồn gốc không chắc chắn, nhưng có thể là từ tiếng Akkad (𒀀)𒈬𒌨𒁲𒉡 ((a)murdennu, nghĩa là “hoa gai”).

## Tên gọi
Các tên gọi trong một số ngôn ngữ châu Âu bao gồm: southernwood, southern wormwood, lad's love, old man, armoise aurone.

## Mô tả
Cây lâu năm hoặc cây bụi nhỏ, 50–130(–170) cm (không mọc thành búi), thơm (rễ mập, hóa gỗ). Thân tương đối nhiều, mọc thẳng, màu nâu, phân cành (dạng gỗ, dễ gãy), nhẵn nhụi hoặc thưa lông. Lá mọc trên thân cây, màu xanh lục sẫm; phiến lá hình trứng rộng, (2–)3–6 × 0,02–0,15 cm, 2–3-thùy lông chim (thuỳ thẳng hoặc hình chỉ), các mặt thưa lông (mặt xa trục) hoặc nhẵn nhụi (mặt gần trục). Đầu hoa (đu đưa khi thuần thục) trong các mảng mở, phân nhánh rộng, 10–30 × 2–10 cm. Tổng bao hình trứng, (1–)2–3,5 × (1–)2–2,5 mm. Lá bắc tổng bao thuôn dài-hình elip, thưa lông. Chiếc hoa: hoa cái 4–8(–15); hoa lưỡng tính 14–16(–20); tràng hoa màu vàng, 0,5–1 mm, có tuyến. Quả tựa quả bế 2 lá noãn (màu nâu nhạt) hình elipxoit (2–5 góc, dẹt, có rãnh), 0,5–1 mm, nhẵn nhụi. 2n = 18.
Ra hoa vào cuối mùa hè-mùa thu. Mọc nơi đất bỏ hoang; cao độ 0–3.000 m. A. abrotanum từng được gieo trồng rộng rãi trong các khu vườn để sử dụng từ xa xưa vào việc đuổi ruồi muỗi và ký sinh trùng. Nó có sự phổ biến mới trong nghề làm vườn cảnh quan khô; do chịu được khô hạn và có thể lấp đầy những không gian vườn khó khăn, như các dốc đá khô.

## Phân bố
Loài cây bụi nhỏ bản địa Italia, Pháp, Tây Ban Nha nhưng đã du nhập rộng khắp châu Âu tới đảo Anh ở phía tây, Na Uy và Phần Lan ở phía bắc, miền trung Nga, Kazakhstan ở phía đông cũng như vào Thổ Nhĩ Kỳ, Ấn Độ, Yemen và miền trung Bắc Mỹ.